# جوخ
الجوخ هو قماش كثيف سادة، تاريخياً يصنع من الصوف. 

## التسمية
أصل الاسم من العثمانية: چوخه وأصل هذا الفارسية من چوخا وتعني بقيرة من الصوف.